# 1729 (število)
1729 (tísoč sédemsto devétindvájset) je naravno število, za katero velja 1729 = 1728 + 1 = 1730 - 1.

## V matematiki
- sestavljeno število.
- klinasto število.
- Hardy-Ramanudžanovo število, 1729 se lahko zapiše kot vsoto kubov dveh števil na dva načina: {\displaystyle 1729=1^{3}+12^{3}=9^{3}+10^{3}\,\!}.
- tretje Carmichaelovo število.
- Zeiselovo število.
- Harshadovo število.

## Drugo

### Leta
- 1729